# Nationale Frauen-Fußball-Meisterschaft 2012
Die Nationale Frauen-Fußball-Meisterschaft 2012 war die 9. Austragung des Fußball-Pokalwettbewerbs für südkoreanische Vereinsmannschaften der Frauen.
Das Pokalturnier fand zwischen den 14. Juli und dem 22. Juli 2012 statt. Die Spiele wurden in Habcheon, im Habcheon-Gongseol-Stadion ausgetragen.

## Teilnehmende Mannschaften
Am Pokalturnier nahmen die WK-League-Mannschaften teil. Außerdem dürften auch Mannschaften, die sich angemeldet haben, mit am Pokalturnier teilnehmen.
| WK-League die 8 Vereine der WK-League 2012 |
| - Chungbuk Sportstoto - Jeonbuk KSPO WFC - Goyang Daekyo Noonnoppi WFC - Incheon Hyundai Steel Red Angels - Seoul Amazones - Suwon FMC WFC - Busan Sangmu WFC - Chungnam Ilhwa Chunma WFC |

## Gruppenphase

### Gruppe A
| Pl. | Verein                      | Sp. | S | U | N | Tore    | Diff. | Punkte |
| --- | --------------------------- | --- | - | - | - | ------- | ----- | ------ |
| 1.  | Goyang Daekyo Noonnoppi WFC | 3   | 2 | 1 | 0 | 009:500 | +4    | 07     |
| 2.  | Jeonbuk KSPO WFC            | 3   | 1 | 2 | 0 | 008:400 | +4    | 05     |
| 3.  | Suwon FMC WFC               | 3   | 1 | 1 | 1 | 005:500 | ±0    | 04     |
| 4.  | Busan Sangmu WFC            | 3   | 0 | 0 | 3 | 001:900 | −8    | 0      |

| 14. Juli 2012               |     |                             |
| Suwon FMC WFC               | 1:0 | Busan Sangmu WFC            |
| 14. Juli 2012               |     |                             |
| Jeonbuk KSPO WFC            | 2:2 | Goyang Daekyo Noonnoppi WFC |
| 16. Juli 2012               |     |                             |
| Jeonbuk KSPO WFC            | 2:2 | Suwon FMC WFC               |
| 16. Juli 2012               |     |                             |
| Goyang Daekyo Noonnoppi WFC | 4:1 | Busan Sangmu WFC            |
| 18. Juli 2012               |     |                             |
| Busan Sangmu WFC            | 0:4 | Jeonbuk KSPO WFC            |
| 18. Juli 2012               |     |                             |
| Suwon FMC WFC               | 2:3 | Goyang Daekyo Noonnoppi WFC |

### Gruppe B
| Pl. | Verein                           | Sp. | S | U | N | Tore    | Diff. | Punkte |
| --- | -------------------------------- | --- | - | - | - | ------- | ----- | ------ |
| 1.  | Incheon Hyundai Steel Red Angels | 3   | 3 | 0 | 0 | 008:100 | +7    | 09     |
| 2.  | Seoul Amazones                   | 3   | 1 | 1 | 1 | 004:200 | +2    | 04     |
| 3.  | Chungnam Ilhwa Chunma WFC        | 3   | 0 | 2 | 1 | 000:200 | −2    | 02     |
| 4.  | Chungbuk Sportstoto              | 3   | 0 | 1 | 2 | 002:900 | −7    | 01     |

| 14. Juli 2012                    |     |                                  |
| Chungnam Ilhwa Chunma WFC        | 0:0 | Chungbuk Sportstoto              |
| 14. Juli 2012                    |     |                                  |
| Seoul Amazones                   | 0:1 | Incheon Hyundai Steel Red Angels |
| 16. Juli 2012                    |     |                                  |
| Seoul Amazones                   | 0:0 | Chungnam Ilhwa Chunma WFC        |
| 16. Juli 2012                    |     |                                  |
| Incheon Hyundai Steel Red Angels | 5:1 | Chungbuk Sportstoto              |
| 18. Juli 2012                    |     |                                  |
| Chungbuk Sportstoto              | 1:4 | Seoul Amazones                   |
| 18. Juli 2012                    |     |                                  |
| Chungnam Ilhwa Chunma WFC        | 0:2 | Incheon Hyundai Steel Red Angels |

## K.O.-Runde

### Halbfinale
Das Halbfinale fand am 20. Juli 2012 im Habcheon-Gongseol-Stadion statt.
|                                  | Ergebnis        |                  |
| -------------------------------- | --------------- | ---------------- |
| Goyang Daekyo Noonnoppi WFC      | 1:1 (3:4 i. E.) | Seoul Amazones   |
| Incheon Hyundai Steel Red Angels | 2:0             | Jeonbuk KSPO WFC |

### Finale
Das Finale fand am 22. Juli 2012 im Habcheon-Gongseol-Stadion statt.
|                | Ergebnis |                                  |
| -------------- | -------- | -------------------------------- |
| Seoul Amazones | 1:3      | Incheon Hyundai Steel Red Angels |